# Viktor Ciukarin
Viktor Ciukarin (în ucraineană Віктор Чукарін; n. 9 noiembrie 1921, Khreshchatytske⁠(d), Mariupol uyezd⁠(d), Donetsk Governorate⁠(d), Ucraina – d. 25 august 1984, Liov, RSS Ucraineană, URSS) a fost un gimnast artistic ce a reprezentat Uniunea Republicilor Sovietice Socialiste, medaliat olimpic. A participat la 2 ediții ale Jocurilor Olimpice (1952, 1956) în care a câștigat 7 medalii de aur, 3 medalii de argint și o medalie de bronz.